# Exorista flaviceps
Exorista flaviceps là một loài ruồi trong họ Tachinidae.